# Ivö (Kristianstad)

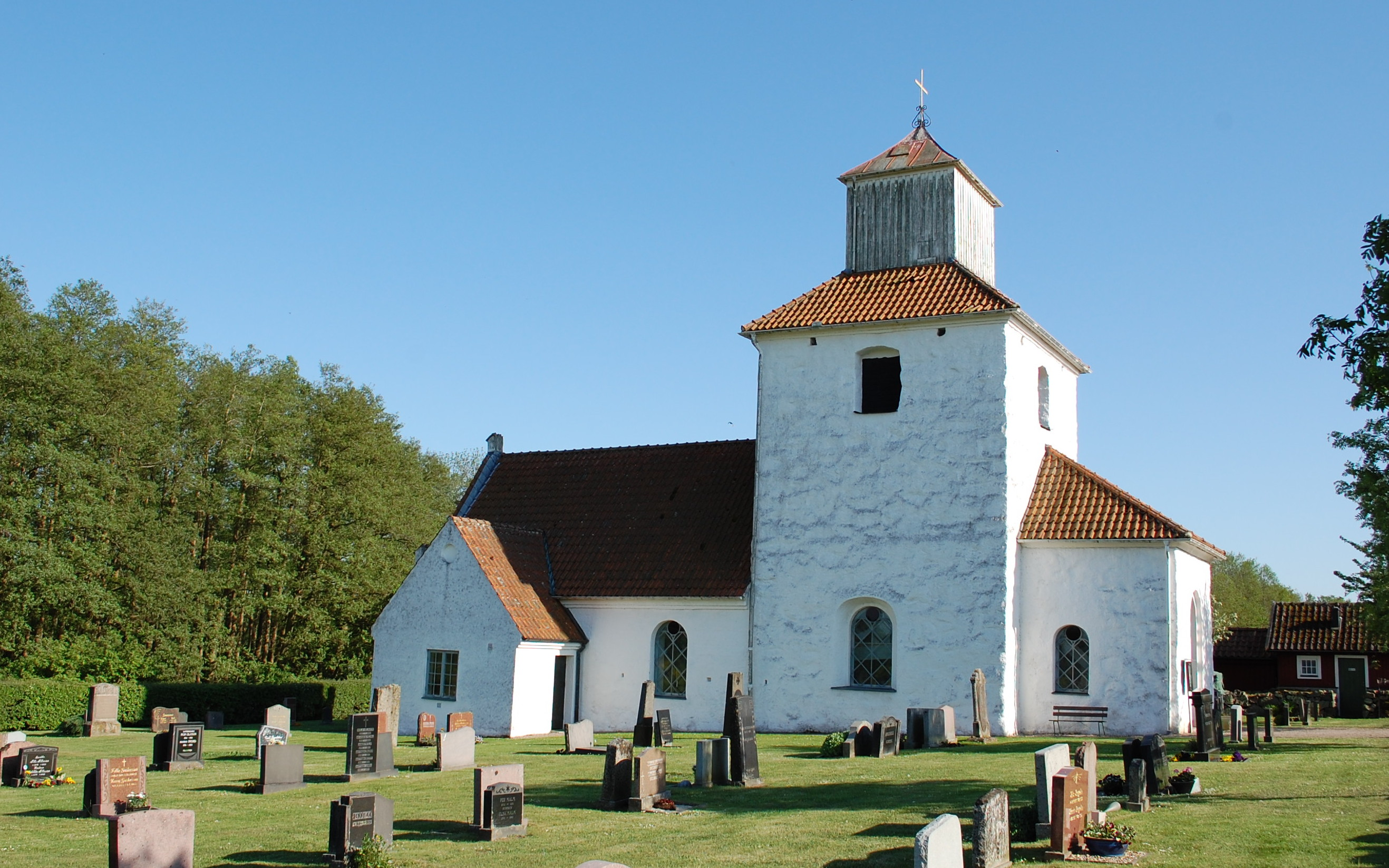
Kirche von Ivö

Ivö ist eine Ortschaft (småort) in der schwedischen Gemeinde Kristianstad. Der Ort liegt östlich von Kristianstad auf der im Ivösjön gelegenen Insel Ivö.
Ivö ist der Hauptort der nur über eine Fähre erreichbaren Insel und liegt im südlichen Inselteil. Östlich der Ortslage befindet sich unweit des Ufers der Bucht Kyrkeviken die aus dem Mittelalter stammende Kirche von Ivö. Unmittelbar an der Kirche liegt auch die Sankt-Ursula-Quelle.
Ivö gehörte zur Landgemeinde Fjälkinge (Fjälkinge landskommun), bevor diese zum 1. Januar 1971 in der Gemeinde Kristianstad aufging.
Im Jahr 2000 wurde Ivö nicht als Småort geführt und hatte somit weniger als 50 Einwohner. 2005 stieg die Einwohnerzahl auf 62, etwa ein Drittel der Einwohner der Insel, und bis 2015 weiter auf 81. In den Sommermonaten liegen die tatsächlichen Einwohnerzahlen durch die die Insel besuchende Touristen jedoch höher.